# Centenaire du naufrage du Titanic

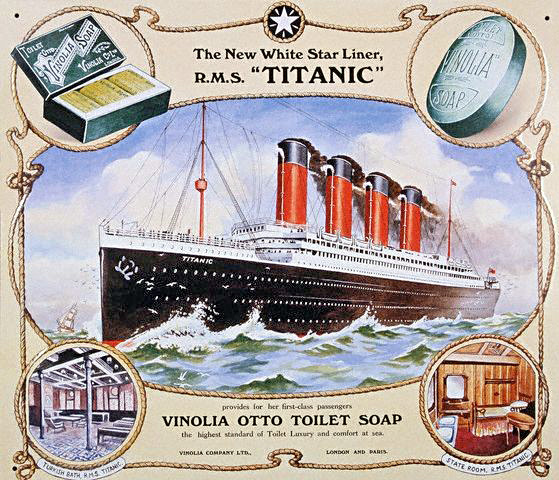
Publicité vantant le navire.

Le centenaire du naufrage du Titanic, célèbre paquebot britannique qui coula le 15 avril 1912 après avoir heurté un iceberg, a lieu au mois d'avril de l'année 2012, occasionnant de nombreux événements, relayés par plusieurs médias. Cette date marque le début de la protection de l'épave par la Convention de l'Unesco sur la protection du patrimoine culturel subaquatique qui s'applique aux vestiges immergés depuis au moins cent ans,.

## Expositions et musées

### Exposition à la Cité de la Mer de Cherbourg
À partir du 10 avril 2012, la Cité de la Mer à Cherbourg accueille une exposition concernant le Titanic et l'immigration américaine dans un nouvel espace créé à cette occasion. Un site Internet a d'ailleurs déjà été lancé. Cherbourg avait été une des escales du Titanic, qui s'y était arrêté le 10 avril 1912 pour y embarquer 300 passagers et de nombreuses marchandises, dont des produits issus de la haute gastronomie française.

### Exposition au musée des lettres et manuscrits de Paris
Du 12 avril 2012 au 29 août 2012, une exposition se tenant au musée des lettres et manuscrits de Paris présente de nombreux documents liés au Titanic, notamment le carnet de Helen Churchill Candee, romancière rescapée du naufrage. Une exposition de ce type avait déjà eu lieu. 

### Exposition par leNational Geographicà Washington
Du 29 mars 2012 au 8 juillet 2012, une exposition organisée par le National Geographic a lieu à Washington, portant sur les explorations de l'épave du Titanic menées par Robert Ballard et James Cameron. Une maquette de la proue de l'épave, point fort de l'exposition, est présente.

### Ouverture duSeaCity Museumde Southampton
L'ouverture d'un nouveau musée à Southampton, qui a lieu le 10 avril 2012, propose  une exposition permanente sur le Titanic. Mis en scène par le Southampton City Council et en partenariat avec la BBC, plus de 600 enfants provenant de plus de 27 écoles de la région défilent à travers Southampton en brandissant des pancartes représentant les hommes et les femmes originaires de Southampton ayant servi dans l'équipage du Titanic et ayant perdu la vie dans la catastrophe.

### Ouverture duTitanic Cobh Experiencede Cobh
Un musée préservant la mémoire du Titanic a ouvert dans le courant du mois d'avril 2012, à Cobh, sur les lieux où se tenaient les bureaux irlandais de la White Star Line et l'embarcadère des passagers empruntant ses navires. C'était dans cette ville, anciennement nommée Queenstown, que le Titanic avait effectué sa dernière escale, y embarquant de nombreux passagers de troisième classe au moyen des transbordeurs Ireland et America. Michael Higgins, président de la république d'Irlande, en profite pour tenir un discours et comparer son pays en crise à l'infortuné paquebot .

### Ouverture duTitanic Quarterde Belfast

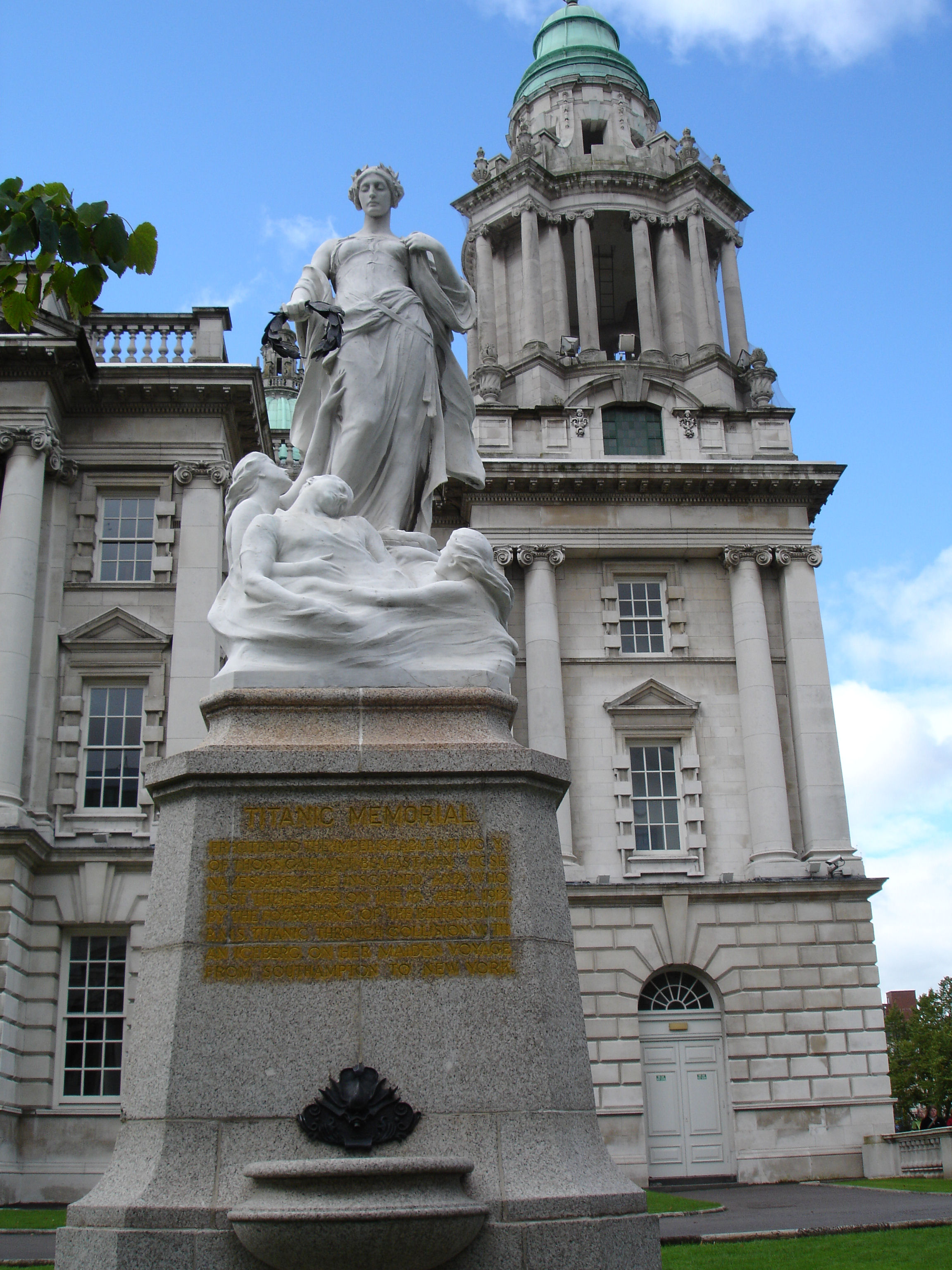
Mémorial du Titanic situé à Belfast
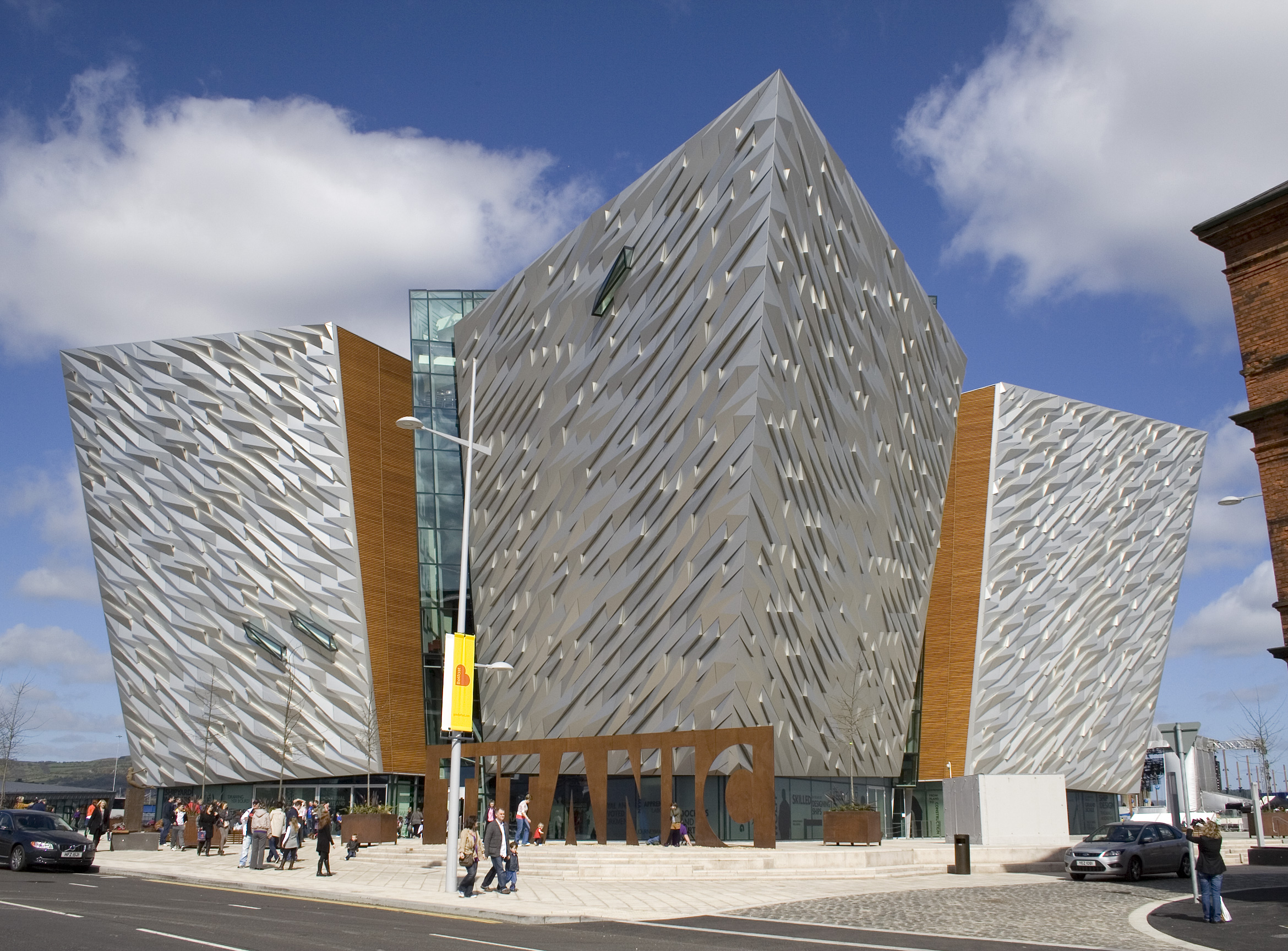
Le "musée du Titanic" de Belfast

Un vaste centre flambant neuf, se tenant aux chantiers Harland and Wolff, à Belfast, est ouvert en 2012. C'était là où avaient été construits le Titanic, mais aussi ses jumeaux (l’Olympic et le Britannic), ses transbordeurs (le Nomadic et le Traffic), et bon nombre d'autres navires de la White Star Line. Le bâtiment a la forme d'une étoile à 4 branches, formée par des extensions reprenant la forme de la proue du navire. On trouve notamment à l'intérieur des reconstitutions de cabines, une copie du Grand Escalier (bien qu'elle ne soit pas réellement identique au vrai), diverses expositions sur le thème du naufrage du Titanic, de sa construction, ou de son exploration en tant qu'épave.

### Finalisation de la restauration duNomadic
La Nomadic Preservation Society a bon espoir de finaliser la restauration complète du Nomadic, le seul navire encore à flot de la White Star Line, pour l'année 2012. Cette restauration a débuté en 2006, à Belfast. Le coordinateur européen du projet de restauration, Philippe Delaunoy, et l'écrivain Gérard Piouffre publient régulièrement des photographies de l'avancement de la restauration.

## Hommages virtuels

### Lancement du groupe virtuelWhite Star Line - Black Seasur Second Life
Un groupe virtuel a été lancé le 14 avril 2012 sur la plate-forme Second Life. Le groupe a pour but de faire embarquer des passagers virtuels appréciateurs du navire dans un modèle tridimensionnel recréé pour l'occasion avec une nouvelle technologie.  Le navire pourrait ensuite se déplacer sur une mer virtuelle.

### Lancement duTitanic3D de Active Worlds Europe
La plate-forme Active Worlds Europe rencontre un large écho aux Pays-Bas et à moindre échelle dans le Monde en mettant en place, le 15 avril 2012, une reconstitution tridimensionnelle du navire, qui était attendue depuis de nombreuses années par la communauté de la plate-forme. De nombreuses pièces sont visibles, comme le Grand Escalier ou la passerelle de navigation. Le lancement attire une foule importante sur la plate-forme.

### Mise en ligne de documents relatifs au navire
Jusqu'au 31 mai 2012, un site Internet britannique met en ligne près de 200 000 documents liés au navire : photographies, registres de passagers, testaments, liste des corps retrouvés… Les visiteurs sont invités à pratiquer un peu de généalogie avec ces documents.

### Mise en place d'un hommage sur le réseau social Twitter
Le réseau social Twitter met en place un compte dédié au centenaire, où les divers événements liés au navire sont régulièrement publiés : les internautes peuvent donc suivre en direct, 100 ans après, les événements majeurs de l'histoire du Titanic. L'initiative a été mise en place par un éditeur britannique spécialisé dans l'histoire : The History Press (en).

### Mise en place d'une reconstitution virtuelle
Un site Internet ouvert courant 2012 propose de retracer le voyage du navire, de son départ à Southampton (le 10 avril 2012) jusqu'à l'arrivée du Carpathia à New York (le 18 avril 2012). Cette reconstitution rencontre du succès parmi les personnes commémorant l'événement à travers le Monde.

## Œuvres cinématographiques et audiovisuelles

### Ressortie du filmTitanicde James Cameron en trois dimensions

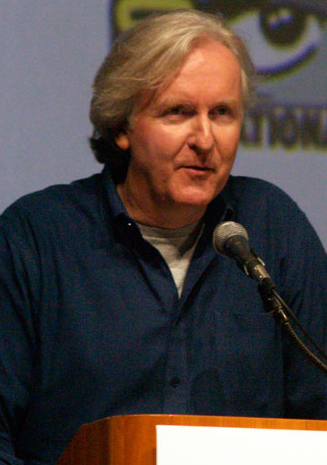
James Cameron, réalisateur du film Titanic.

Un des événements les plus médiatisés du centenaire est l'adaptation en 3 dimensions du film Titanic (1997) de James Cameron, qui ressort au cinéma le 4 avril 2012. Le réalisateur avait déjà réalisé le film Avatar avec le même procédé. Le transfert de la version originale vers une version en format 4K (haute définition) et 3D a nécessité plus de dix-huit mois de travail, le réalisateur canadien ne voulant pas bâcler le travail pour cet anniversaire.

### Diffusion de la mini-sérieTitanic
Le soir du 14 avril 2012 est diffusée sur la chaîne de la TNT française TMC une mini-série où l'action se passe sur le Titanic, produite par le réalisateur de la série Downton Abbey. La bande-annonce a été diffusée sur YouTube.

### Diffusion de la mini-sérieTitanic: De sang et d'acier
Courant 2012 est diffusée la série Titanic : De sang et d'acier composée de 12 épisodes. Elle est diffusée sur Chérie 25 en décembre.

## Vente aux enchères d'objets récupérés sur l'épave
Fortement médiatisée et assez contestée, une vente aux enchères d'objets retrouvés sur l'épave du Titanic se tient le 15 avril 2012 à New York. La RMS Titanic Inc. (en), propriétaire des objets récupérés sur l'épave, met en effet en vente un lot de plusieurs milliers de pièces. Un tollé se forme aussitôt sur le réseau social Facebook parmi les passionnés et historiens du célèbre navire. Les modalités de la vente incluront notamment l'interdiction de scinder le lot et l'obligation d'exposer la collection en public .

## Voyage commémoratif du paquebotBalmoral
Le Balmoral, navire de la compagnie Fred. Olsen Cruise Lines, entame le 10 avril 2012 une croisière-anniversaire avec 1 300 passagers à son bord. Le navire empruntera le même trajet que le Titanic et desservira les mêmes escales : son voyage durera 5 jours, incluant un passage sur les lieux précis du naufrage. Les dîners servis à bord du Titanic, ainsi que la musique jouée par l'orchestre du Titanic agrémenteront le voyage, déjà accompagné de conférences données par des historiens spécialistes du sujet et des descendants de rescapés.

## Autres commémorations
De nombreuses autres commémorations sont prévues à Southampton en Angleterre, Cobh (anciennement Queenstown) en Irlande, ou encore à Halifax au Canada; sans oublier Branson (Missouri), Denver (Colorado), New York (New York), ou encore Orlando (Floride), aux États-Unis.
En France, de nombreux documentaires sont diffusés durant le mois d'avril 2012, notamment sur TF1, France 2, ou Arte, ou encore sur National Geographic Channel.
Le fameux soir, de nombreux « Titanicophiles » font une veillée en guise de commémoration, se réunissent sur les divers forums consacrés au thème, ou s'assemblent sur divers groupes du réseau social Facebook pour retracer l'événement minute par minute.
En Atlantique Nord, des couronnes de fleurs sont également jetées sur les lieux du naufrage, et une cérémonie religieuse est donnée.